# Napoleonsmolen
De Napoleonsmolen (ook Mathijsenmolen of Van Breemolen genaamd) is een bakstenen windmolen uit 1804 die zich bevindt niet ver ten westen van het centrum van Hamont aan de dr. Mathijsenstraat en die in gebruik was als koren- en oliemolen.
De aanleiding tot de bouw was het omwaaien van een houten windmolen te Achel in 1800. Ze is opgericht op initiatief van een aantal teuten en was oorspronkelijk een lage beltmolen. De eigenaars verhuurden de molen, en verkochten hem in 1862 aan Louis Mathijsen die de broer was van Antonius Mathijsen.
In 1867 werd door Louis Mathijsen een ingrijpende verbouwing uitgevoerd waarbij de molen omgebouwd werd tot stellingmolen en ook verhoogd werd met een cilindrische opbouw waardoor deze molen zijn merkwaardige tegenwoordige uiterlijk kreeg. Tevens werd een olieslagmolen ingebouwd die afkomstig was van een rosmolen. Ze werd aangedreven door een stoommachine en pas sedert 1876 kon ze ook op windkracht worden aangedreven.
In 1952 werd het gevlucht en de stelling verwijderd waarna er nog uitsluitend elektrisch werd gemalen. In 1968 werd de molen verhuurd als café, maar het ontbreken van een verwarmingsinstallatie deed dit café de das om.
In 1982 kreeg de molen de monumentenstatus en de gemeente Hamont-Achel verwierf haar in 1990. In 1996 begon de restauratie en in 1997 werd de molen weer in gebruik gesteld. Sindsdien werken vrijwillige molenaars op de molen die niet alleen graan malen maar ook olie slaan uit lijnzaad.
Zeer merkwaardig is dat naast het jaartal 1804 ook het jaartal AN XII is aangebracht, hetgeen verwijst naar de nieuwe jaartelling die door de Franse revolutionairen in 1792 werd ingevoerd.
- Inventaris van het Bouwkundig Erfgoed (Vlaanderen): 80035